# Heptathela kimurai
Heptathela kimurai är en spindelart som först beskrevs av Kishida 1920.  Heptathela kimurai ingår i släktet Heptathela och familjen ledspindlar. Utöver nominatformen finns också underarten H. k. yanbaruensis.